# 拉斯滕费尔德
拉斯滕费尔德是奥地利下奥地利州克雷姆斯兰县的一个市镇。总面积47.55平方公里，总人口1371人，人口密度28.8人/平方公里（2005年）。